# IC 5033
IC 5033 — галактика типу S? (спіральна галактика) у сузір'ї Індіанець.
Цей об'єкт міститься в оригінальній редакції індексного каталогу.